# Selkirkia (zoologia)
La selkirkia (gen. Selkirkia) era un appartenente ai priapulidi, vissuto tra il Cambriano inferiore e il Cambriano medio (tra 520 e 505 milioni di anni fa). I suoi resti sono stati ritrovati nei giacimenti di Burgess Shales (Canada), Marjum (Utah) e Maotianshan (Cina).

## Descrizione
Lungo circa cinque centimetri, questo animale era costituito da un corpo incastonato in una struttura rigida, formata da una cuticola a forma di cono e fittamente annulata. Un “tubo” lungo 4 centimetri possedeva circa 1.600 anelli, con ogni probabilità aggiunti di volta in volta dall'animale mano a mano che cresceva. L'essere vermiforme al suo interno era dotato di una lunga proboscide estroflettibile, dotata di spine, che sporgeva dalla parte anteriore del tubo. L'ano, invece, era probabilmente posto nella parte posteriore: la cuticola esterna era infatti provvista di un'apertura finale.

## Classificazione
La selkirkia è considerata un appartenente al gruppo dei priapulidi, un phylum di organismi vermiformi attualmente rappresentati da poche specie e poco diversificati; nel Cambriano, invece, questi animali erano tra i gruppi più diffusi. Tra gli altri priapulidi cambriani, da ricordare Ottoia, Ancalagon e Louisella.

## Stile di vita
Questo animale stava infossato nella sabbia, in posizione verticale; all'interno della cuticola rigida, l'animale estrofletteva la proboscide per cibarsi di piccoli organismi che attraversavano le aree circostanti.